# Donnie Beechler
Donnie Beechler (Springfield, 18 de maio de 1961) é um ex-automobilista norte-americano.

## Carreira
Iniciou sua carreira em 1986, disputando provas de midgets por 26 anos, vencendo a Chili Bowl Midget Nationals em 1995 e 1997.
Em 1998, faz sua estreia na Indy Racing League, disputando as 500 Milhas de Indianápolis. Pilotando um Panoz-Oldsmobile da equipe Cahill Racing (que também estreou na categoria), Beechler conquistou o 24º lugar no grid e abandonou na volta 34, com problemas no motor. Em 36 provas disputadas, o melhor resultado que obteve na tradicional prova foi um 12º lugar na edição de 2000, mesmo ano em que conquistou seu primeiro pódio na IRL, chegando em terceiro lugar no GP de Phoenix, mesma posição obtida na etapa do Kansas em 2001, agora pela equipe Foyt.
Aos 41 anos de idade, Beechler se aposentou da IRL em 2002, depois que não conseguiu uma vaga no grid da Indy 500, e pendurou o capacete em definitivo 10 anos depois.

## Links
- Donnie Beechler em ChampCarStats.com (em inglês)